# Сари (грофовија)
Сари (енгл. Surrey) је традиционална грофовија Енглеске.